# گیوزوو (استان اشوی‌داشکسیه)
گیوزوو (به لهستانی: Giełzów) یک منطقهٔ مسکونی در لهستان است که در گمینا گووارچوو واقع شده‌است. گیوزوو ۴۰۰ نفر جمعیت دارد.